# Farhults landskommun
Farhults landskommun var en tidigare kommun i dåvarande Malmöhus län.

## Administrativ historik
Kommunen bildades i Farhults socken i Luggude härad i Skåne när 1862 års kommunalförordningar trädde i kraft. 
Vid kommunreformen 1952 uppgick kommunen i Jonstorps landskommun som 1971 uppgick i Höganäs kommun.